# Kh-80
El Kh-80 Meteorit-A (código GRAU: 3M25A, OTAN: AS-X-19 Koala), el RK-75 Meteorit-N (GRAU: 3M25N, OTAN: SS-NX-24 Scorpion) y el P-750 Meteorit-M (ruso: П-750 Гром, GRAU: 3М25, OTAN: SSC-X-5) fue un misil de crucero soviético que se suponía que reemplazaría a los misiles subsónicos de alcance intermedio en el arsenal soviético.
El 9 de diciembre de 1976 se autorizó el desarrollo de tres variantes de este misil de crucero. La versión estratégica Meteorit-M se desplegaría desde submarinos del Proyecto 667M con 12 lanzadores por barco. El Meteorit-A, lanzado desde el aire, se lanzaría desde bombarderos Tu-95. La versión terrestre recibió el nombre de Meteorit-N. A veces también se hacía referencia al misil con el nombre en clave Grom. El primer lanzamiento de prueba, el 20 de mayo de 1980, fracasó, al igual que los tres intentos siguientes. El primer vuelo exitoso no se produjo hasta el 16 de diciembre de 1981. El primer lanzamiento desde un submarino Andrómeda 667M tuvo lugar el 26 de diciembre de 1983 desde el Mar de Barents.
El misil fue diseñado por Chelomei en NPO Mashinostroyenia y designado SSC-X-5 GLCM por el Departamento de Defensa de Estados Unidos. El misil propulsado por turborreactor volaría entre Mach 2,5 y Mach 3,0 a una altitud de 20 km (máx. 24) en su alcance de 3.000 km. Estaba equipado con una ojiva termonuclear de 1 Mt y utilizaba navegación inercial con actualización a mitad de camino mediante enlace de datos.
Fabricante: Chelomei. Alcance máximo: 3000 km (1900 mi) a 5000 km. 

## Variantes
- Meteorit-A Kh-80 Meteorit-A, 3M25A AS-X-19 Koala en el aire
- Meteorit-M P-750 Grom 3M25 and 3M25 П-750 Гром  SS-NX-24 Scorpion en submarinos
- Meteorit-N RK-75 Meteorit-N SSC-X-5 Scorpion 3M25N en tierra